# 愛宕山 (延岡市)
愛宕山（あたごやま）は宮崎県延岡市の市街地の南部にある標高251.3mの山。旧名・笠沙山。延岡市の地名（大字）でもある。名称は麓に鎮座する「愛宕神社」に由来する。

## 地理

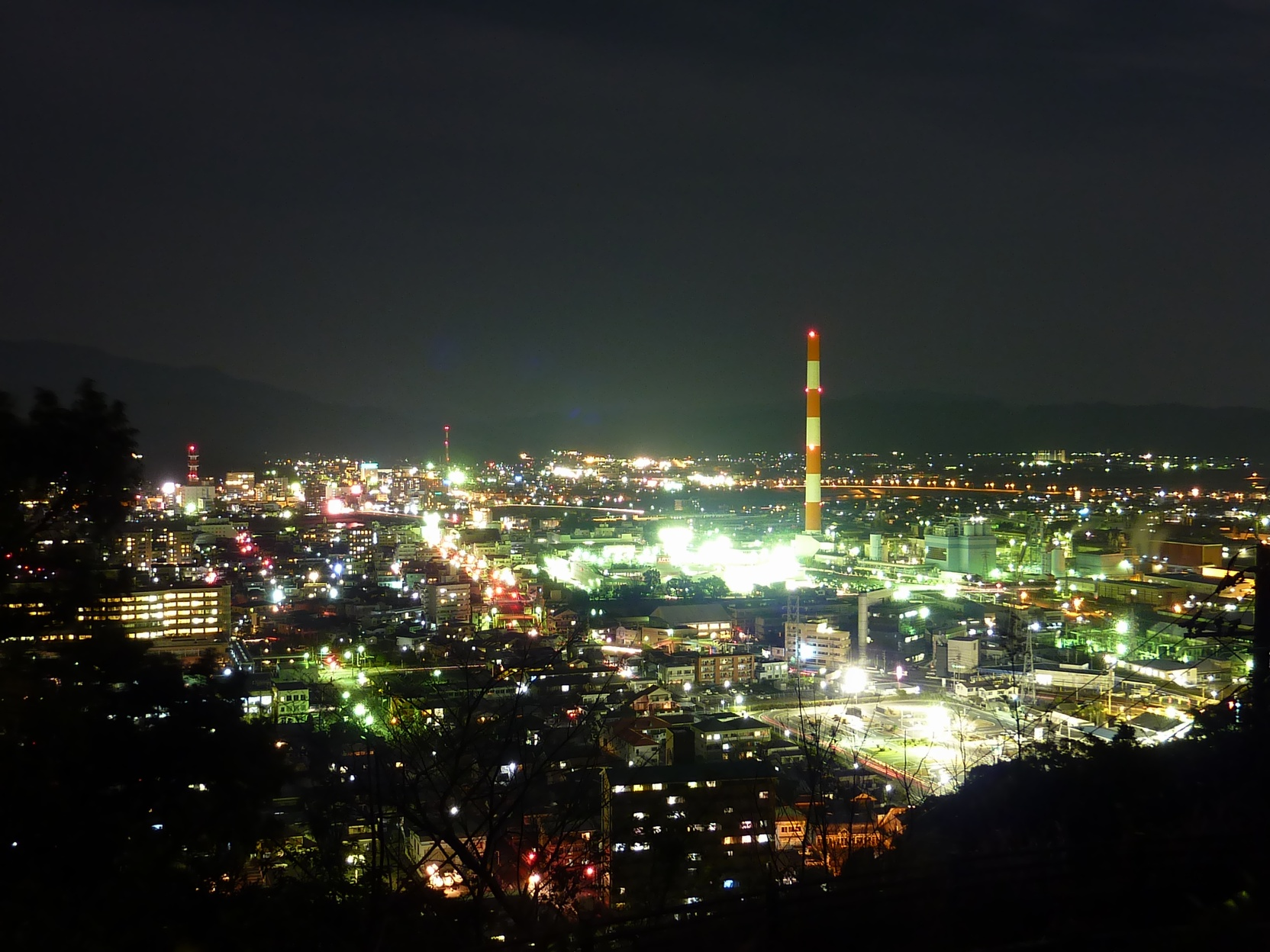
展望台からの眺望

四万十層群に属し、西側はなだらかであるのに対し、東側は急峻である。かつては独立した島であったが、市街地を流れる五ヶ瀬川の沖積作用により陸続きとなった。
山頂周辺には宮崎県内のテレビ局・FMラジオ局が中継局を設置しているほか、北東部の標高約200m付近に展望台がある。展望台からは市街地や日豊海岸を一望することができ、夜景は夜景百選および日本夜景遺産に（いずれも宮崎県では唯一）、展望台までの道路は美しい日本の歩きたくなるみち500選に選定されている。

## 伝説

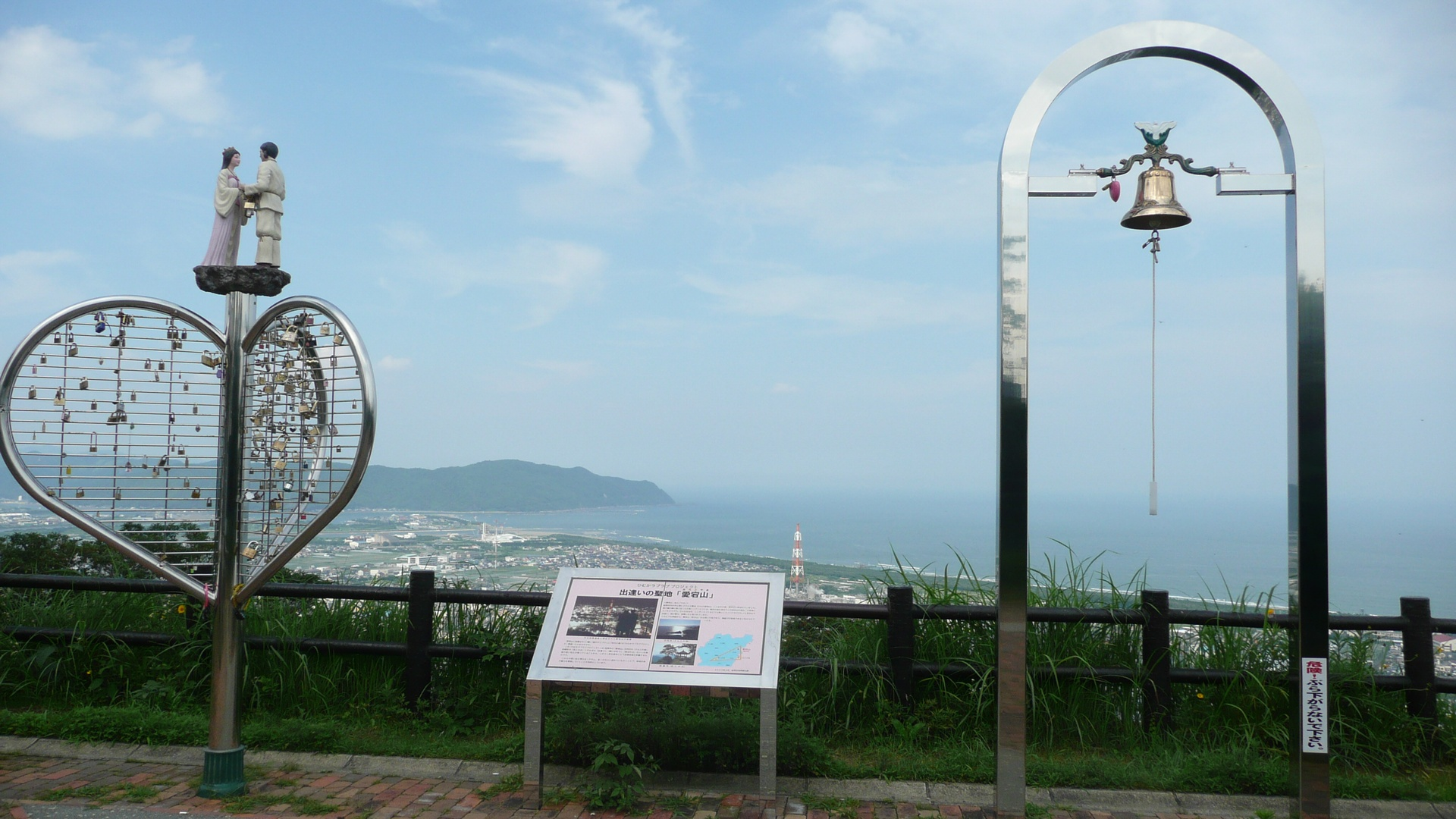
鍵掛けモニュメント

愛宕山は「ニニギノミコトとコノハナノサクヤビメの出会いの地」という伝説があり、恋愛成就の地としても著名である。
宮崎県は2008年、愛宕山とクルスの海（日向市）、恋人の丘（美郷町）の恋愛成就にまつわる3か所を結ぶ観光ルート「ひむかラブラブプロジェクト」をデートコースとして設定し、愛宕山を「出逢いの地」として位置付けた。これに関連して2008年3月に鍵掛けモニュメントを設置しているが、その以前からも愛宕山展望台に南京錠が277個取り付けられていたという。

## 延岡テレビ・FM中継局

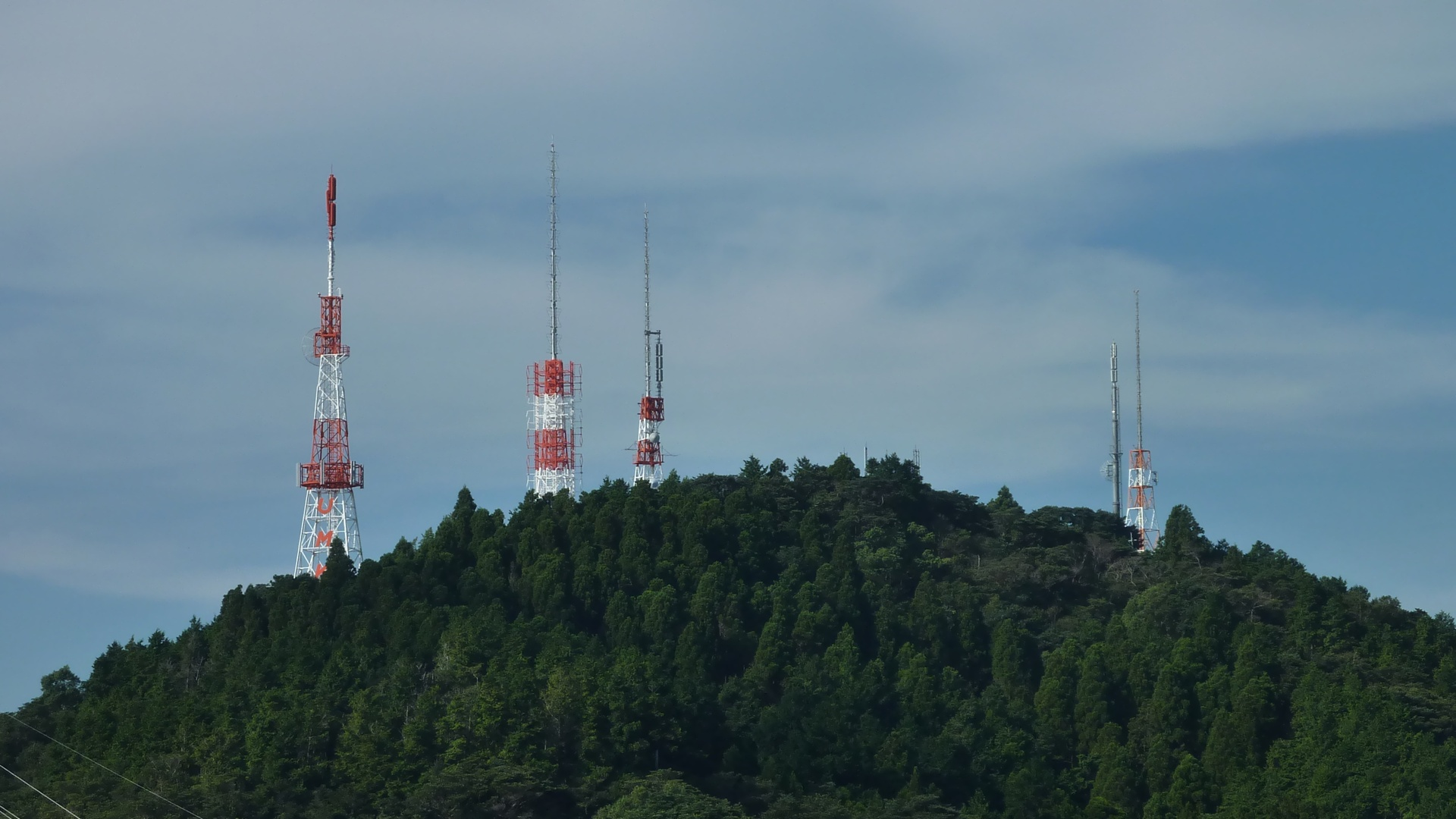
県域テレビ・FMラジオ中継局群

鰐塚山から送信されるテレビ・FMラジオ放送電波の中継施設が設置されている。山頂周辺に県域放送局（NHK宮崎放送局・MRT宮崎放送・UMKテレビ宮崎・エフエム宮崎）の中継施設が、北東部の愛宕山公園にFMのべおか（コミュニティFM局）の送信施設がある。
なお、当山にある施設（放送局ごとに正式名称は異なる）は、延岡市内の各所にあるAMラジオ放送の中継局や、遠見山にある800MHz帯デジタルMCAと共に、延岡中継局と通称がなされている（遠見山にはUMKのFPU基地局も設置されている）。

### FMラジオ放送中継設備
宮崎放送（MRTラジオ）はFM補完中継局として2016年8月9日に予備免許が交付され、2017年3月31日午前8時30分に開局した。更にNHKラジオ第1放送は同市出北に所在する、ラジオ第1放送の延岡中継局に係る南海トラフ地震に災害対策を図ることを目的として2016年11月10日に総務省九州総合通信局より予備免許が交付され、2017年10月31日に開局。
| 周波数（MHz） | 放送局名            | コールサイン | 空中線電力 | 実効輻射電力 | 放送対象地域 | 放送区域内世帯数          |
| ------------- | ------------------- | ------------ | ---------- | ------------ | ------------ | ------------------------- |
| 87.0          | NHK 宮崎FM          | (中継局)     | 100W       | 650W         | 宮崎県       | -                         |
| 89.5          | JOY FM エフエム宮崎 | (中継局)     | 200W       | 730W         | 宮崎県       | -                         |
| 93.0          | NHK 宮崎第1         | (中継局)     | 100W       | 240W         | 宮崎県       | 53,682世帯 （申請による） |
| 94.7          | MRT 宮崎放送        | (中継局)     | 100W       | 400W         | 宮崎県       | 73,717世帯 （申請による） |
| 88.6          | FMのべおか          | JOZZ0BZ-FM   | 20W        | 36W          | -            | 約36,600世帯              |

### デジタルテレビ放送中継設備
- 2007年4月26日に予備免許が交付され、5月7日から本放送と同様の試験放送を、6月1日に本放送を開始した。

| ID         | 放送局名       | 物理 チャンネル | 空中線電力 | ERP  | 放送対象地域 | 放送区域内世帯数 |
| ---------- | -------------- | --------------- | ---------- | ---- | ------------ | ---------------- |
| 1          | NHK 宮崎総合   | 46              | 100W       | 850W | 宮崎県       | 73,122世帯       |
| 2          | NHK 宮崎教育   | 45              | 100W       | 720W | 全国         | 73,122世帯       |
| 3          | UMK テレビ宮崎 | 43              | 100W       | 830W | 宮崎県       | 73,122世帯       |
| 6          | MRT 宮崎放送   | 44              | 100W       | 810W | 宮崎県       | 73,122世帯       |
| 地上D268ch | MRT Gガイド    | 44              | 100W       | 810W | 宮崎県       | 73,122世帯       |

設置場所の住所
- NHK - 延岡市愛宕山6112番地の1
- MRT - 延岡市愛宕山6118番地305
- UMK - 延岡市愛宕山6112番地74

### アナログテレビ放送中継設備
- 全局2011年7月24日に放送を終了した。

| チャンネル | 放送局名       | 空中線電力          | ERP                 | 放送対象地域 | 放送区域内世帯数 |
| ---------- | -------------- | ------------------- | ------------------- | ------------ | ---------------- |
| 2          | NHK 宮崎教育   | 映像250W/ 音声62.5W | 映像1.6kW/ 音声400W | 全国         | -                |
| 4          | NHK 宮崎総合   | 映像250W/ 音声62.5W | 映像2.9kW/ 音声720W | 宮崎県       | -                |
| 6          | MRT 宮崎放送   | 映像250W/ 音声62.5W | 映像2.9kW/ 音声730W | 宮崎県       | -                |
| 39         | UMK テレビ宮崎 | 映像1kW/ 音声250W   | 映像7.8kW/ 音声2kW  | 宮崎県       | -                |

### ギャラリー

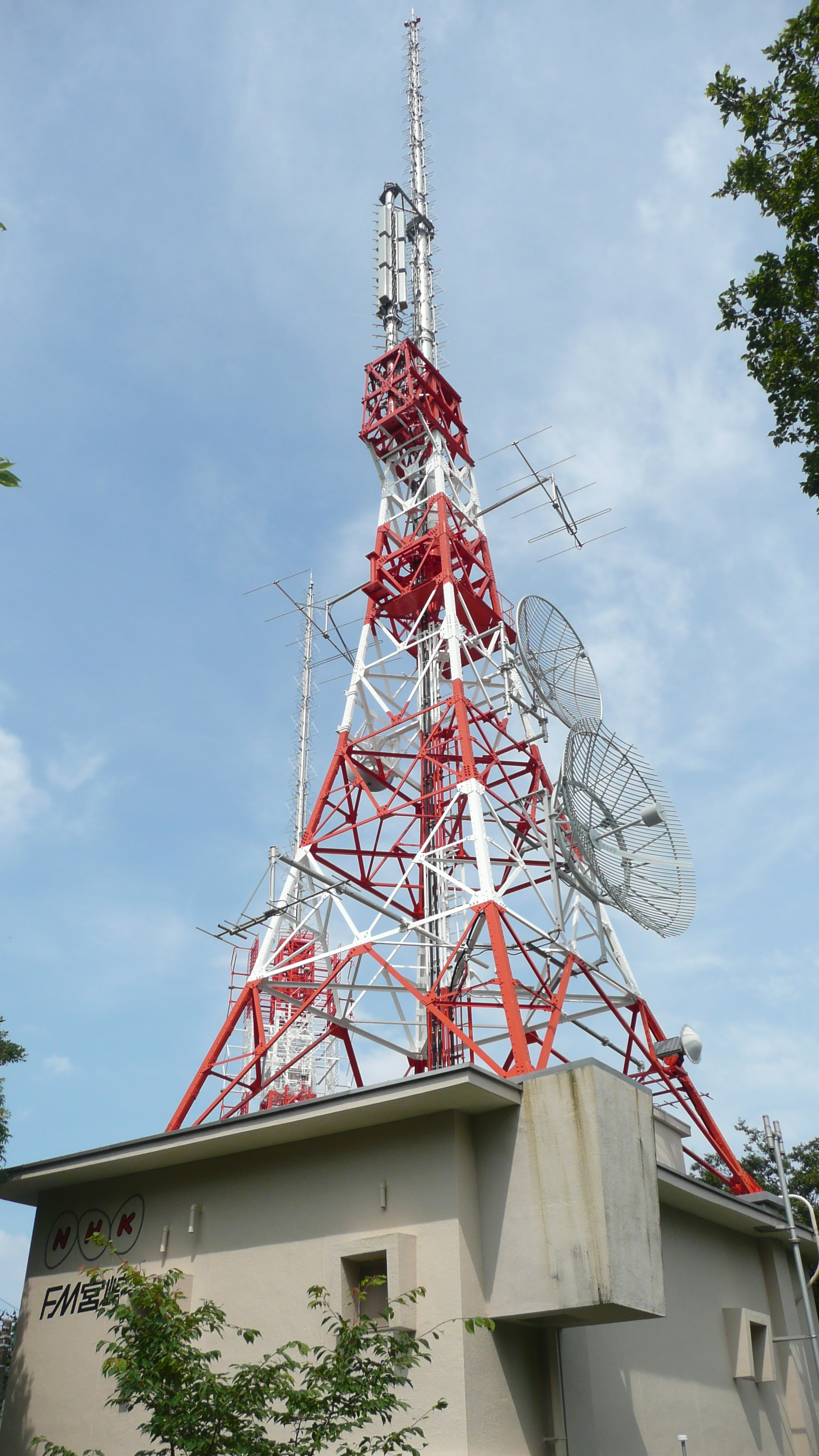
NHK宮崎放送局とFM宮崎
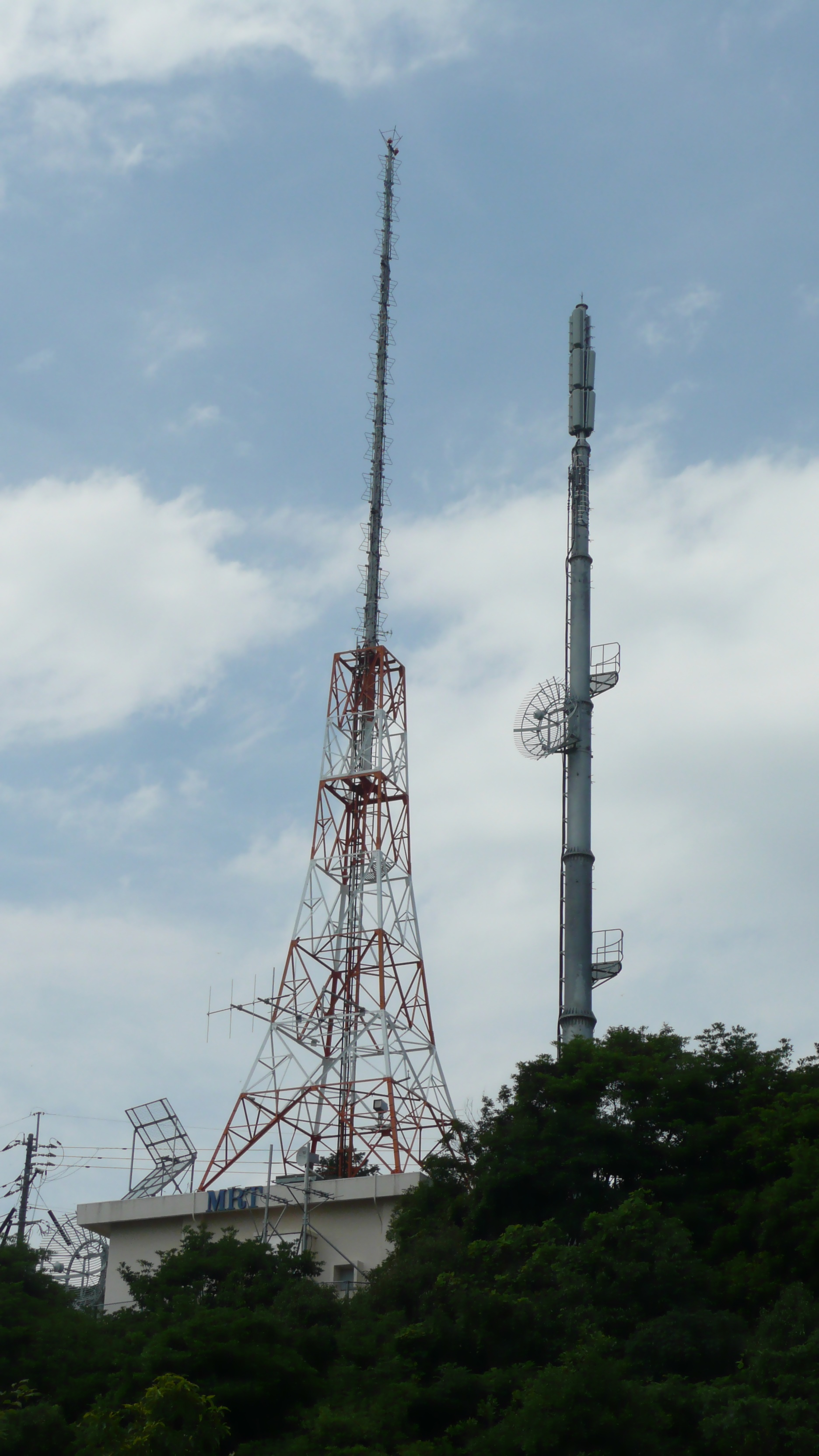
宮崎放送
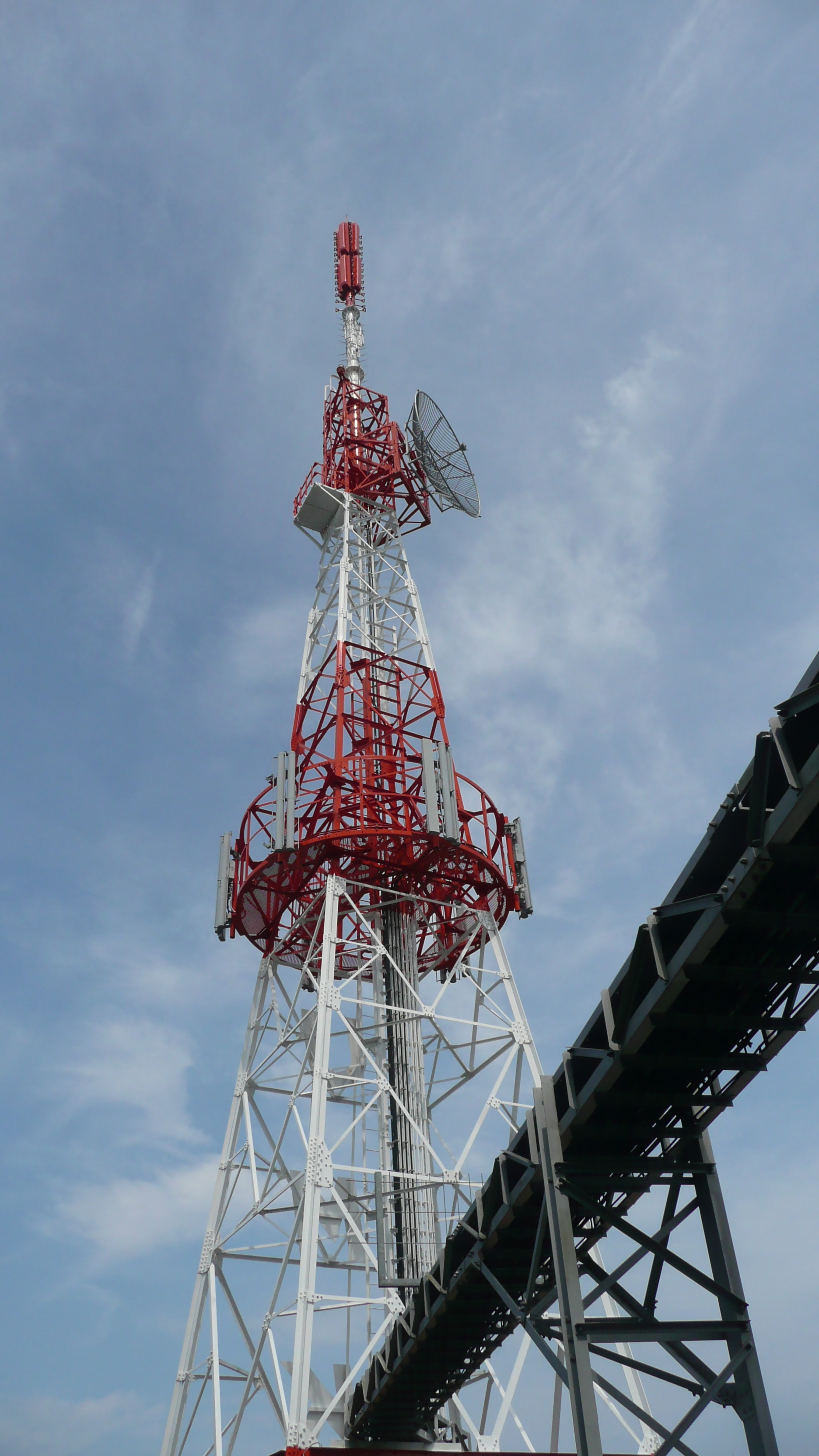
テレビ宮崎

## 参考資料
- 「角川日本地名大辞典」編纂委員会『角川日本地名大辞典45 宮崎県』 角川書店、1986年。
- 「ロマンを観光資源に… ひむかラブラブプロジェクト」『みやざきゲンキTV』 テレビ宮崎、2008年9月7日。
- 「愛宕山」『宮崎県大百科事典』 宮崎日日新聞社、1983年。
- 若鮎レディ - 延岡市長によるコラム、2008年3月10日。
- 「日本の100選」の宝庫・延岡 - 延岡市公式ウェブサイト

テレビ中継設備関連
- 『800MHz帯デジタルMCAのエリア拡大』 九州総合通信局、2004年9月27日。現在はリンク切れ。
- 『延岡地区の地上デジタルテレビジョン放送局に予備免許』 九州総合通信局、2007年4月26日。
- 『無線局等免許状検索』 総務省、2009年11月6日閲覧。